# Капцов, Николай Александрович
Николай Александрович Капцов (22.01.(3.02.)1883, Москва — 10.02.1966, там же) — советский учёный в области физических явлений в вакууме и газах, профессор МГУ.

## Биография
Родился в 1883 года в Москве в семье купца первой гильдии Александра Сергеевича Капцова (1849—1897).
Окончил гимназию и физико-математический факультет Московского университета (1903). Руководил шёлкоткацкой фабрикой, построенной матерью в 1900 г.
В 1905—1907 гг. на военной службе.
В 1914 г. призван в действующую армию, служил в телеграфной роте в составе 5-й армии Северо-Западного фронта, в 1917 г. демобилизован по состоянию здоровья.
С 1921 г. ассистент на кафедре физики МГУ. Затем утвержден в звании доцента (1927) и профессора (1934) кафедры экспериментальной физики.
В 1935 г. присуждена степень доктора наук (по совокупности научных работ, без защиты диссертации).
В 1946−1951 гг. по совместительству заведовал кафедрой № 5 в МХТИ им. Д. И. Менделеева.
Специалист в области физических явлений в вакууме и газах. Один из разработчиков теории электровакуумных процессов и их практического применения в промышленности.
Похоронен на Введенском кладбище (6 уч.).

## Награды и звания
Заслуженный деятель науки и техники РСФСР (1964). Награждён орденами Ленина (1953), Трудового Красного Знамени (1961), «Знак Почёта» (1940), медалями «За доблестный труд в Великой Отечественной войне» (1946), «В память 800-летия Москвы» (1948).

## Научные труды
- «Физические явления в вакууме и разряженных газах» (1933),
- «Коронный разряд и его применение в электрофильтрах» (1947),
- «Теория излучения. Краткий конспект лекций, прочитанных в весенний семестр 1935 г. на 4-м курсе электровакуумной специальности физфака МГУ» (1935),
- «Дополнительные главы к курсу Электрические явления в газах: Фотоэффект. Вторичная эмиссия. Конспект лекций» (1939),
- «Электрические явления в газах и вакууме» (1947),
- «Электроника» (1953).

## Семья
Дети (от второго брака): Леонид Николаевич Капцов, преподаватель МГУ; Ингрид Николаевна Капцова, Вольфрам Николаевич Капцов.